# Miguel Lutonda
Miguel Pontes Lutonda, (Luanda, Angola, 24 de diciembre de 1971) es un exbaloncestista angoleño que mide 1,86 metros y cuya posición en la cancha era la de escolta. Jugó en el Primeiro de Agosto de Luanda y actualmente trabaja como entrenador de los juveniles en el mismo club.
Con la selección angoleña ganó 5 AfroBaskets y fue MVP del torneo en 2 ocasiones.